# Binge-watching
Binge-watching, også kaldet binge-viewing eller maraton-viewing, (engelsk: binge; dansk: umådeholden) er den praksis umådeholdent at se flere afsnit af en enkelt tv-serie eller film (f.eks. en trilogi) ud i én køre. I en undersøgelse, foretaget af Netflix i februar 2014, definerede 73% af deltagerne at binge-watching er lig med at "se mellem 2-6 episoder af den samme TV-serie i et træk." Binge-watching er ikke noget nyt. Allerede med videobånd kunne man optage og (gen)se flere afsnit af sin yndlingsserie. Binge-watching er dog blevet et kulturelt fænomen og er især blevet populært med online-media-tjenester såsom Netflix, HBO, Hulu og Prime Video, hvor seeren kan se tv-serier og film on-demand.

## Historie
Binge-watching blev populært med fremkomsten af on-demand-tjenester og online streaming. I 2013 "eksploderede" brugen af ordet i almindelig brug, da Netflix begyndte at frigive alle episoder i en sæson af serier samtidigt. 61% af Netflix deltagerne i undersøgelsen sagde at de regelmæssigt ser flere episoder i træk.
I november 2015 valgte Collins English Dictionary ordet "binge-watch" som årets ord.

## Kulturel indflydelse
Skuespiller Kevin Spacey brugte, ved MacTaggart Lecture 2013, lejligheden til at opfordre tv-direktioner til at give publikum "hvad de ønsker, når de ønsker det. Hvis de ønsker at binge, så skal vi lade dem binge". Han påstod at historier af høj kvalitet vil fastholde publikums opmærksomhed i timevis og kan mindske piratkopiering. At se "kompliceret kvalitets-TV" i et stræk, såsom The Wire og Breaking Bad, er blevet sammenlignet med at læse mere end et kapitel af en roman i et stræk, og ses af nogle som en "intelligent og eftertænksom måde" at se TV på.
Det britiske medie ITV’s TV-ansvarlige, Peter Fincham, advarede om, at binge-watching undergraver den "sociale værdi" af fjernsynet, da der er færre muligheder for at forudse fremtidige episoder og diskutere dem med venner.
Forskning udført af University of Texas i Austin, konkluderede at binge-watching er korreleret med depression, ensomhed, mangel på selvregulering og fedme. Forskerne konkluderede: "Selvom nogle mennesker hævder, at binge-watching er en harmløs afhængighed, tyder resultaterne fra vores undersøgelse på, at binge-watching ikke længere skal ses på denne måde."
I forskning udført af medie-kenderen Emil Steiner fra Temple University, konkluderer han at, mens det er muligt at føle sig tvunget til det, har de fleste et ambivalent forhold til den spirende tekno-kulturelle adfærd. Endvidere siger han, at debatten om kontrol i binge-watching, er ved at ændre vores forståelse af tv-kulturen.